# Arthritica japonica
Arthritica japonica is een tweekleppigensoort uit de familie van de Lasaeidae. De wetenschappelijke naam van de soort is voor het eerst geldig gepubliceerd in 2003 door Lützen & Takahashi.